# American Manhunt: l'attentato alla maratona di Boston
American Manhunt: l'attentato alla maratona di Boston (American Manhunt: The Boston Marathon Bombing) è una miniserie televisiva documentaristica del 2023 diretta da Floyd Russ.

## Trama
Immagini d'archivio, ricostruzioni ed interviste esclusive ripercorrono la tragedia dell'attentato alla maratona di Boston del 2013 e la storia degli attentatori, due fratelli che hanno fatto precipitare un'intera città nel terrore.

## Distribuzione
La miniserie televisiva documentaristica è stata pubblicata su Netflix il 12 aprile 2023.

## Puntate
| nº | Titolo originale             | Titolo italiano                  | Pubblicazione  |
| -- | ---------------------------- | -------------------------------- | -------------- |
| 1  | White Hat, Black Hat         | Cappello bianco, cappello nero   | 12 aprile 2023 |
| 2  | The American Dream           | Il sogno americano               | 12 aprile 2023 |
| 3  | You Can't Interview A Corpse | Non puoi far parlare un cadavere | 12 aprile 2023 |